# Nghị định thư Cartagena về an toàn sinh học
Nghị định thư Cartagena về an toàn sinh học đối với Công ước về đa dạng sinh học là một thỏa thuận quốc tế về an toàn sinh học bổ sung cho Công ước về đa dạng sinh học. Nghị định thư Cartagena về an toàn sinh học – Nghị định thư đầu tiên đi kèm Công ước về đa dạng sinh học (CBD) có hiệu lực ngày 11/9/2003 và đã được 120 nước phê chuẩn. Nghị định thư về an toàn sinh học nhằm bảo vệ sự đa dạng sinh học khỏi những rủi ro tiềm tàng do các sinh vật biến đổi gen gây ra từ hiện đại công nghệ sinh học.
Nghị định thư về an toàn sinh học nêu rõ rằng các sản phẩm từ công nghệ mới phải dựa trên nguyên tắc phòng ngừa và cho phép các quốc gia đang phát triển cân bằng giữa sức khỏe cộng đồng với lợi ích kinh tế. Ví dụ, nó sẽ cho phép các quốc gia cấm nhập khẩu sinh vật biến đổi gen nếu họ cảm thấy không có đủ bằng chứng khoa học cho thấy sản phẩm đó an toàn và yêu cầu các nhà xuất khẩu dán nhãn các lô hàng có chứa các mặt hàng biến đổi gen như ngô hoặc bông.
Số lượng cần thiết gồm 50 văn kiện phê chuẩn / gia nhập / phê duyệt / chấp nhận của các quốc gia đã đạt được vào tháng 5 năm 2003. Phù hợp với các quy định tại Điều 37 của mình, Nghị định thư có hiệu lực vào ngày 11 tháng 9 năm 2003. Kể từ tháng 7 năm 2020, Nghị định thư đã 173 bên, bao gồm 170 quốc gia thành viên Liên hợp quốc, Nhà nước Palestine, Niue và Liên minh châu Âu.

## Mục tiêu
Phù hợp với cách tiếp cận phòng ngừa, có trong Nguyên tắc 15 của Tuyên bố Rio về Môi trường và Phát triển, mục tiêu của Nghị định thư là góp phần đảm bảo mức độ bảo vệ thích hợp trong lĩnh vực chuyển giao, xử lý và sử dụng an toàn các thực phẩm cải tiến các sinh vật sinh ra từ công nghệ sinh học hiện đại 'có thể có tác động xấu đến việc bảo tồn và sử dụng bền vững đa dạng sinh học, cũng tính đến các rủi ro đối với sức khỏe con người và đặc biệt tập trung vào các chuyển động xuyên biên giới (Điều 1 của Nghị định thư, SCBD 2000).

## Sinh vật biến đổi sống (LMO)
Giao thức định nghĩa 'sinh vật biến đổi sống' là bất kỳ sinh vật sống nào sở hữu sự kết hợp mới của vật liệu di truyền thu được thông qua việc sử dụng công nghệ sinh học hiện đại và 'sinh vật sống' có nghĩa là bất kỳ thực thể sinh học nào có khả năng chuyển giao hoặc sao chép vật liệu di truyền, bao gồm cả các sinh vật vô trùng, vi rút và vi khuẩn. [5] 'Công nghệ sinh học hiện đại' được định nghĩa trong Nghị định thư có nghĩa là việc áp dụng các kỹ thuật axit nucleic trong ống nghiệm, hoặc dung hợp các tế bào ngoài họ phân loại, vượt qua các rào cản sinh sản hoặc tái tổ hợp sinh lý tự nhiên và không phải là kỹ thuật được sử dụng trong chọn giống và chọn lọc truyền thống. [5 ] 'Sản phẩm sinh vật biến đổi gen (LMO)' được định nghĩa là vật liệu đã qua xử lý có nguồn gốc sinh vật biến đổi gen, chứa các tổ hợp mới có thể phát hiện được của vật liệu di truyền có thể sao chép thu được thông qua việc sử dụng công nghệ sinh học hiện đại. LMO phổ biến bao gồm các loại cây nông nghiệp đã được biến đổi gen để có năng suất cao hơn hoặc kháng sâu bệnh. Ví dụ về cây trồng biến đổi bao gồm cà chua, sắn, ngô, bông và đậu nành. [6] 'Sinh vật biến đổi gen sống nhằm mục đích sử dụng trực tiếp làm thực phẩm hoặc thức ăn chăn nuôi, hoặc để chế biến (LMO-FFP)' là hàng hóa nông nghiệp từ cây trồng biến đổi gen. [5] Nhìn chung, thuật ngữ 'sinh vật biến đổi gen' tương đương với sinh vật biến đổi gen - Nghị định thư không có bất kỳ sự phân biệt nào giữa các thuật ngữ này và không sử dụng thuật ngữ 'sinh vật biến đổi gen.

## Phương pháp phòng ngừa
Một trong những kết quả của Hội nghị Liên hợp quốc về Môi trường và Phát triển (còn gọi là Hội nghị Thượng đỉnh Trái Đất) được tổ chức tại Rio de Janeiro, Brazil, vào tháng 6 năm 1992, là việc thông qua Tuyên bố Rio về Môi trường và Phát triển, trong đó có 27 nguyên tắc tạo cơ sở cho sự phát triển bền vững. Thường được gọi là nguyên tắc phòng ngừa, Nguyên tắc 15 nêu rõ rằng "Để bảo vệ môi trường, phương pháp phòng ngừa sẽ được các Quốc gia áp dụng rộng rãi tùy theo khả năng của mình. Khi có các mối đe dọa gây ra thiệt hại nghiêm trọng hoặc không thể phục hồi, nếu thiếu sự chắc chắn đầy đủ về mặt khoa học sẽ không được sử dụng như một lý do để trì hoãn các biện pháp hiệu quả về chi phí để ngăn chặn sự suy thoái môi trường. "
Các yếu tố của cách tiếp cận phòng ngừa được phản ánh trong một số điều khoản của Nghị định thư, chẳng hạn như:
- Phần mở đầu, tái khẳng định "cách tiếp cận phòng ngừa có trong Nguyên tắc 15 của Tuyên bố Rio về môi trường và phát triển";
- Điều 1, chỉ ra rằng mục tiêu của Nghị định thư là "phù hợp với cách tiếp cận phòng ngừa có trong Nguyên tắc 15 của Tuyên bố Rio về Môi trường và Phát triển";
- Điều 10.6 và 11.8 nêu rõ "Thiếu sự chắc chắn về mặt khoa học do không có đủ thông tin và kiến thức khoa học liên quan về mức độ ảnh hưởng có hại của LMO đối với đa dạng sinh học, có tính đến rủi ro đối với sức khỏe con người, sẽ không ngăn cản một Bên nhập khẩu đưa ra quyết định, nếu thích hợp, liên quan đến việc nhập khẩu LMO được đề cập, để tránh hoặc giảm thiểu những tác động bất lợi có thể xảy ra. "; và
- Phụ lục III về đánh giá rủi ro, trong đó lưu ý rằng "Thiếu kiến thức khoa học hoặc sự đồng thuận khoa học không nhất thiết phải được hiểu là chỉ ra một mức rủi ro cụ thể, không có rủi ro hoặc rủi ro có thể chấp nhận được."

## Ứng dụng
Nghị định thư áp dụng cho việc di chuyển xuyên biên giới, quá cảnh, xử lý và sử dụng tất cả các sinh vật biến đổi gen có thể có tác động tiêu cực đến việc bảo tồn và sử dụng bền vững đa dạng sinh học, cũng tính đến các rủi ro đối với sức khỏe con người (Điều 4 của Nghị định thư, SCBD 2000).

## Đảng và phi đảng
Cơ quan điều hành của Nghị định thư được gọi là Hội nghị các Bên của Công ước, là cuộc họp của các Bên của Nghị định thư (cũng là COP-MOP). Chức năng chính của cơ quan này là xem xét việc thực hiện Nghị định thư và đưa ra các quyết định cần thiết để thúc đẩy hoạt động hiệu quả của nó. Các quyết định theo Nghị định thư chỉ có thể được thực hiện bởi các Bên của Nghị định thư. Các bên tham gia Công ước không phải là thành viên của Nghị định thư chỉ có thể tham gia với tư cách quan sát viên trong quá trình tiến hành các cuộc họp của COP-MOP.
Nghị định thư đề cập đến nghĩa vụ của các Bên liên quan đến việc di chuyển xuyên biên giới của các LMO đến và đi từ các Bên không tham gia Nghị định thư. Các hoạt động xuyên biên giới giữa các Bên và các Bên không phải được thực hiện theo cách thức phù hợp với mục tiêu của Nghị định thư. Các bên được yêu cầu khuyến khích các bên không phải là Bên tuân thủ Nghị định thư và đóng góp thông tin cho Nhà làm rõ an toàn sinh học.

## Mối quan hệ với WTO
Một số hiệp định thuộc Tổ chức Thương mại Thế giới (WTO), chẳng hạn như Hiệp định về Áp dụng các biện pháp vệ sinh và kiểm dịch động thực vật (Hiệp định SPS) và Hiệp định về Hàng rào Kỹ thuật trong Thương mại (Hiệp định TBT) và Hiệp định về các khía cạnh liên quan đến thương mại của Quyền sở hữu trí tuệ (TRIPs), có các điều khoản liên quan đến Nghị định thư. Nghị định thư này tuyên bố trong phần mở đầu rằng các bên:
- Nhận thức rằng các hiệp định thương mại và môi trường phải hỗ trợ lẫn nhau;
- Nhấn mạnh rằng Nghị định thư không được hiểu là ngụ ý thay đổi các quyền và nghĩa vụ theo bất kỳ thỏa thuận hiện có nào; và
- Hãy hiểu rằng phần tái hiện trên không nhằm mục đích phụ thuộc Nghị định thư vào các thỏa thuận quốc tế khác.

## Những đặc điểm chính

### Tổng quan về các tính năng
Nghị định thư thúc đẩy an toàn sinh học bằng cách thiết lập các quy tắc và thủ tục cho việc chuyển giao, xử lý và sử dụng LMO một cách an toàn, tập trung cụ thể vào các chuyển động xuyên biên giới của LMO. Nó có một tập hợp các quy trình bao gồm một quy trình dành cho LMOs được đưa vào môi trường một cách có chủ ý được gọi là quy trình thỏa thuận được thông báo trước, và một quy trình dành cho các LMO nhằm mục đích sử dụng trực tiếp làm thực phẩm hoặc thức ăn chăn nuôi hoặc để chế biến. Các bên tham gia Nghị định thư phải đảm bảo rằng LMO được xử lý, đóng gói và vận chuyển trong các điều kiện an toàn. Hơn nữa, việc vận chuyển LMO có thể di chuyển xuyên biên giới phải được gửi kèm theo tài liệu thích hợp nêu rõ, trong số những thứ khác, danh tính của LMO và đầu mối liên hệ để biết thêm thông tin. Các thủ tục và yêu cầu này được thiết kế để cung cấp cho các Bên nhập khẩu thông tin cần thiết để đưa ra quyết định sáng suốt về việc có chấp nhận nhập khẩu LMO hay không và để xử lý chúng theo cách an toàn.
Bên nhập khẩu đưa ra quyết định phù hợp với các đánh giá rủi ro hợp lý về mặt khoa học. Nghị định thư đưa ra các nguyên tắc và phương pháp luận về cách tiến hành đánh giá rủi ro. Trong trường hợp không có đủ thông tin và kiến thức khoa học liên quan, Bên nhập khẩu có thể sử dụng biện pháp phòng ngừa trong việc đưa ra quyết định nhập khẩu của mình. Các bên cũng có thể tính đến các cân nhắc kinh tế - xã hội phù hợp với các nghĩa vụ quốc tế của mình khi đưa ra quyết định nhập khẩu LMO.
Các bên cũng phải áp dụng các biện pháp để quản lý bất kỳ rủi ro nào được xác định bằng đánh giá rủi ro và họ phải thực hiện các bước cần thiết trong trường hợp vô tình phát hành LMO.
Để tạo điều kiện thuận lợi cho việc thực hiện, Nghị định thư thiết lập một Cơ quan thông thoáng về an toàn sinh học để các bên trao đổi thông tin và bao gồm một số điều khoản quan trọng, bao gồm xây dựng năng lực, cơ chế tài chính, thủ tục tuân thủ và các yêu cầu về nhận thức và sự tham gia của cộng đồng.

### Thủ tục chuyển LMO qua biên giới

#### Thỏa thuận được thông báo trước
Thủ tục "Thỏa thuận được thông báo trước" (AIA) áp dụng cho việc di chuyển xuyên biên giới có chủ đích đầu tiên của LMO để đưa vào môi trường của Bên nhập khẩu có chủ ý. Nó bao gồm bốn thành phần: thông báo của Bên xuất khẩu hoặc nhà xuất khẩu, xác nhận đã nhận được thông báo của Bên nhập khẩu, thủ tục quyết định và cơ hội để xem xét các quyết định. Mục đích của thủ tục này là để đảm bảo rằng các quốc gia nhập khẩu có cả cơ hội và năng lực để đánh giá các rủi ro có thể liên quan đến LMO trước khi đồng ý nhập khẩu. Bên nhập khẩu phải nêu rõ lý do đưa ra quyết định của mình (trừ khi sự đồng ý là vô điều kiện). Bất kỳ lúc nào, một Bên nhập khẩu có thể xem xét và thay đổi quyết định. Bên xuất khẩu hoặc bên thông báo cũng có thể yêu cầu Bên nhập khẩu xem xét lại các quyết định của mình.
Tuy nhiên, thủ tục AIA của Nghị định thư không áp dụng cho một số loại LMO:
- LMO đang vận chuyển;
- LMO được sử dụng có mục đích;
- LMO nhằm mục đích sử dụng trực tiếp như thực phẩm hoặc thức ăn chăn nuôi hoặc để chế biến.

Mặc dù thủ tục AIA của Nghị định thư không áp dụng cho một số loại LMO, các Bên có quyền điều chỉnh việc nhập khẩu trên cơ sở luật pháp trong nước. Trong Nghị định thư cũng có các quy định cho phép tuyên bố một số LMO được miễn áp dụng thủ tục AIA.

#### LMO dành cho thực phẩm hoặc thức ăn chăn nuôi hoặc để chế biến
LMO nhằm mục đích sử dụng trực tiếp làm thực phẩm hoặc thức ăn chăn nuôi, hoặc chế biến (LMOs-FFP) đại diện cho một danh mục lớn các mặt hàng nông nghiệp. Nghị định thư, thay vì sử dụng thủ tục AIA, thiết lập một thủ tục đơn giản hơn cho việc di chuyển xuyên biên giới của LMO-FFP. Theo thủ tục này, Một Bên phải thông báo cho các Bên khác thông qua Cơ quan Thanh toán An toàn Sinh học, trong vòng 15 ngày, về quyết định của mình về việc sử dụng LMO trong nước có thể phải di chuyển xuyên biên giới.
Các quyết định của Bên nhập khẩu về việc có chấp nhận nhập khẩu LMO-FFP hay không được thực hiện theo khuôn khổ quy định trong nước phù hợp với mục tiêu của Nghị định thư. Một Bên là nước đang phát triển hoặc một Bên có nền kinh tế đang chuyển đổi có thể, trong trường hợp không có khuôn khổ quy định trong nước, tuyên bố thông qua Cơ quan thanh toán an toàn sinh học rằng các quyết định của mình về việc nhập khẩu LMO-FFP đầu tiên sẽ được thực hiện theo đánh giá rủi ro như quy định trong Nghị định thư và khung thời gian ra quyết định.

### Xử lý, vận chuyển, đóng gói và nhận dạng
Nghị định thư đưa ra các yêu cầu thực tế được coi là góp phần vào sự di chuyển an toàn của LMO. Các bên được yêu cầu thực hiện các biện pháp để xử lý, đóng gói và vận chuyển an toàn các LMO có thể di chuyển xuyên biên giới. Nghị định thư quy định các yêu cầu về nhận dạng bằng cách quy định thông tin nào phải được cung cấp trong tài liệu đi kèm với các chuyến hàng LMO xuyên biên giới. Nó cũng dành chỗ cho sự phát triển trong tương lai của các tiêu chuẩn về xử lý, đóng gói, vận chuyển và xác định LMO thông qua cuộc họp của các Bên của Nghị định thư.
Mỗi Bên được yêu cầu thực hiện các biện pháp đảm bảo rằng các LMO chịu sự di chuyển xuyên biên giới có chủ đích phải kèm theo tài liệu xác định các LMO và cung cấp chi tiết liên lạc của những người chịu trách nhiệm cho việc di chuyển đó. Các chi tiết của các yêu cầu này thay đổi tùy theo mục đích sử dụng của LMO và, trong trường hợp LMO cho thực phẩm, thức ăn chăn nuôi hoặc để chế biến, chúng cần được cơ quan quản lý của Nghị định thư giải quyết thêm. (Điều 18 của Nghị định thư, SCBD 2000).
Cuộc họp đầu tiên của các Bên đã thông qua các quyết định nêu rõ các yêu cầu nhận dạng đối với các loại LMO khác nhau (Quyết định BS-I / 6, SCBD 2004). Tuy nhiên, cuộc họp thứ hai của các Bên đã không đạt được thỏa thuận về các yêu cầu chi tiết để xác định LMOs được sử dụng trực tiếp như thực phẩm, thức ăn chăn nuôi hoặc để chế biến và sẽ cần phải xem xét lại vấn đề này tại cuộc họp thứ ba vào tháng 3 năm 2006.

### Nhà làm sạch an toàn sinh học
Nghị định thư đã thành lập Cơ quan làm rõ an toàn sinh học (BCH), nhằm tạo điều kiện thuận lợi cho việc trao đổi thông tin khoa học, kỹ thuật, môi trường và pháp lý cũng như kinh nghiệm về các sinh vật biến đổi gen; và hỗ trợ các Bên thực hiện Nghị định thư (Điều 20 của Nghị định thư, SCBD 2000). Nó được thành lập theo từng giai đoạn, và cuộc họp đầu tiên của các Bên đã thông qua việc chuyển đổi từ giai đoạn thí điểm sang giai đoạn hoạt động hoàn chỉnh và thông qua các phương thức hoạt động của nó (Quyết định BS-I / 3, SCBD 2004).